# Luka Bekavac
Luka Bekavac (Osijek, 1976) è uno scrittore croato.

## Biografia
I suoi romanzi Drenje (2011) e Viljevo (2013) sono stati apprezzati dalla critica. Viljevo ha vinto il Premio Janko Polić Kamov nel 2014 e il Premio letterario dell'Unione europea nel 2015. Come traduttore, Bekavac ha tradotto, fra gli altri opere di Martin Amis, Jonathan Franzen, Alberto Toscano, Naomi Klein e Aleksandar Hemon.
Bekavac insegna letteratura all'Università di Zagabria e collabora regolarmente con pubblicazioni accademiche e altri mezzi di comunicazione, scrivendo di filosofia, teoria musicale, musica e letteratura.

## Opere principali
- Drenje (2011)
- Viljevo (2013), Milano - Udine, Mimesis, 2018 traduzione di Ljiljana Avirović ISBN 978-88-575-4413-7.